# Aleksander Janicki (podpułkownik)
Aleksander Janicki (ur. 5 stycznia 1880, zm. 1940 w ZSRR) – podpułkownik piechoty Wojska Polskiego, ofiara zbrodni katyńskiej.

## Życiorys
Urodził się 5 stycznia 1880 jako syn Franciszka.
W C. K. Armia został mianowany kadetem rezerwowym piechoty z dniem 1 stycznia 1904. Był przydzielony do 30 pułku piechoty we Lwowie. Potem awansowany na podporucznika piechoty służby stałej z dniem 1 maja 1907 i od tego czasu służył w macierzystej jednostce, w tym od ok. 1910 do ok. 1912 był adiutantem batalionu. Następnie awansowany na stopień porucznika piechoty z dniem 1 listopada 1912. Od ok. 1912 jako nadkompletowy z 30 pułku piechoty był skierowany na stanowisko oficera do oddziału okręgu uzupełnień we Lwowie. W latach 1912–1913 wziął udział w mobilizacji sił zbrojnych Monarchii Austro-Węgierskiej, wprowadzonej w związku z wojną na Bałkanach. W czasie I wojny światowej awansowany na stopień kapitana piechoty z dniem 1 lipca 1915. Podczas działań zbrojnych pozostawał w macierzystym pułku piechoty nr 30.
Po odzyskaniu przez Polskę niepodległości został przyjęty do Wojska Polskiego. 11 czerwca 1920 został zatwierdzony z dniem 1 kwietnia 1920 w stopniu podpułkownika, w piechocie, w grupie oficerów byłej armii austro-węgierskiej. Pełnił wówczas służbę w Dowództwie Okręgu Generalnego „Lwów”. 1 czerwca 1921 w dalszym ciągu pełnił służbę w DOGen. „Lwów”, a jego oddziałem macierzystym był 19 pułk piechoty Odsieczy Lwowa. 3 maja 1922 został zweryfikowany w stopniu podpułkownika ze starszeństwem z dniem 1 czerwca 1919 i 138. lokatą w korpusie oficerów piechoty, a jego oddziałem macierzystym był nadal 19 pp. Następnie pełnił służbę w Dowództwie Okręgu Korpusu Nr VI we Lwowie na stanowisku kierownika I referatu Szefostwa Poborowego. W lipcu 1923 został przydzielony do Powiatowej Komendy Uzupełnień Lwów Powiat na stanowisko pełniącego obowiązki komendanta, pozostając oficerem nadetatowym 53 pułku piechoty. W grudniu następnego roku został zatwierdzony na stanowisku komendanta. Z dniem 31 marca 1928 został przeniesiony w stan spoczynku. Mieszkał we Lwowie. W 1934 jako podpułkownika w stanie spoczynku był przydzielony do Oficerskiej Kadry Okręgowej nr VI jako oficer przewidziany do użycia w czasie wojny i pozostawał wówczas w ewidencji Powiatowej Komendy Uzupełnień Lwów Miasto.
Po wybuchu II wojny światowej, kampanii wrześniowej 1939 i agresji ZSRR na Polskę z 17 września 1939 został aresztowany przez sowietów. Na wiosnę został zamordowany przez NKWD. Jego nazwisko znalazło się na tzw. Ukraińskiej Liście Katyńskiej opublikowanej w 1994 (został wymieniony na liście wywózkowej 55/1-11 oznaczony numerem 3420). 
Ofiary tej części zbrodni katyńskiej zostały pochowane na otwartym w 2012 Polskim Cmentarzu Wojennym w Kijowie-Bykowni.

## Ordery i odznaczenia
- Krzyż Zasługi Wojskowej 3 klasy z dekoracją wojenną (Austro-Węgry, przed 1916)[17] i z mieczami (przed 1918)[19]
- Krzyż Jubileuszowy Wojskowy (Austro-Węgry, przed 1909)[9]
- Medal Pamiątkowy Bośniacko-Hercegowiński (Austro-Węgry, przed 1910)[10]
- Krzyż Pamiątkowy Mobilizacji 1912–1913 (Austro-Węgry, przed 1914)[15]